# 마이크로소프트 마우스

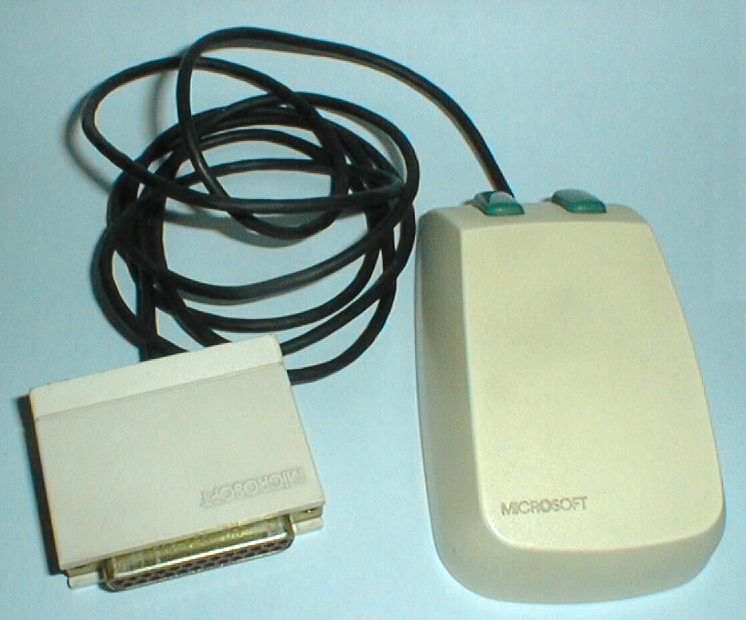

마이크로소프트 마우스(Microsoft Mouse)는 마이크로소프트가 1983년에 출시한 컴퓨터 마우스이다. 마이크로소프트가 출시한 최초의 마우스이며 마이크로소프트 워드 및 메모장 최초 버전과 함께 번들로 제공됐다. 화면 교육 튜토리얼, 피아노 연주 프로그램, 게임 및 최초의 가정용 컴퓨터 컬러 비트맵 생성 프로그램 중 하나인 "두들"(Doodle)을 초기 가격 195달러에 제공한다.
마이크로소프트 마우스에는 한 쌍의 녹색 버튼이 있어 "녹색 눈 마우스"라는 별명이 붙었다. 당시 다른 마우스와 마찬가지로 마이크로소프트 마우스도 추적을 위해 강철 공을 사용했다. 일본 회사인 알프스 전기 주식회사가 마우스를 생산했다.
초기 버전에는 DB-25 직렬 포트가 있었다. 최신 버전은 인포트(InPort) ISA 인터페이스와 함께 사용할 수 있으며 컴퓨터 또는 DE-9 직렬 커넥터에 마이크로소프트 버스 카드를 설치해야 한다. 모든 버전의 마이크로소프트 마우스는 IBM PC 호환기종 및 기타 도스 시스템과 함께 사용할 수 있다.